# Куровичи (Львовская область)
Куровичи (укр. Куровичі пол. Kurowice) — село в Глинянской городской общине Львовского района Львовской области Украины.
Центр сельского Совета (рады). Расположено на автодороге Львов — Тернополь, в 39 км от города Золочева и в 15 км от железнодорожной станции Задворье. Население — 1185 человек.
В Куровичах находится нефтеперекачивающая станция магистрального нефтепровода «Дружба», введенная в эксплуатацию в феврале 1965 года.

## История
Первое письменное упоминание о Куровичах относится к 1400 году. В XIV в. окрестная местность называвшаяся Млынивцы, принадлежала боярину Яну Глебу Дятковичу (Jan Hleb Diatkowicz) из Свиржа, коломыйскому старосте и воеводе галичскому. Село Куровичи основал его сын Николай из Романова (Романовский). В 1400 г. Куровичи принадлежали Яну Клусу из соседнего села Вижняны (об этом есть упоминание в документе архиепископа Якуба Стрепы от 25 августа 1400 г.). Позже село переходило в собственность магнатов Куропатницких, Грабянок, Гедзинских, Ольшевских, Чарторыйских, Любомирских, и наконец, — Потоцких, которые владели им до начала Второй мировой войны.
До XIX века в составе Речи Посполитой, затем в XIX — начало XX века — с. Куровице Перемышльского повята Галиции в составе Австро-Венгрии. В 1919—1939 г. — в составе Польши, в 1939—1991 г. — УССР.
Значительное число жителей села ранее составляли евреи. Летом 1941 г. Куровичи были оккупированы частями вермахта. В октябре 1941 г. здесь в постройках бывшего имения графа Потоцкого был создан еврейский рабочий лагерь, заключенные которого (до 200 чел.) использовались в основном на дорожных работах. 21 июля 1943 г. лагерь был ликвидирован, бо́льшая часть заключенных переведена в лагерь Якторова и там расстреляна, небольшая группа отправлена в Яновский лагерь смерти во Львове.
22 июня 1944 года Красная Армия освободила село от фашистов. При этом погибло 116 советских воинов.

## Достопримечательности
- Костёл св. Антония (1934—1938)
- Памятник воинам, погибшим при освобождении села от немецко-фашистских захватчиков.